# Nossa Senhora dos Remédios (Piauí)
Nossa Senhora dos Remédios is een gemeente in de Braziliaanse deelstaat Piauí. De gemeente telt 8.378 inwoners (schatting 2009).